# 八十龜觀察日記
《八十龜觀察日記》（日语：八十亀ちゃんかんさつにっき）是由安藤正基所創作的日本漫畫，連載於《月刊Comic REX》2016年7月號至2022年11月号。
改編電視動畫第1期於2019年4月至6月期間播映，第2期於2020年1月至3月期間播映，第3期於2021年1月至3月期間播映，第4期於2022年4月至6月播映。

## 登場人物
陣界斗（聲：市來光弘）
本作男主角。生於10月1日，O型。在東京長大後轉學至名古屋田金高中的高二生。
由於因當地沒有獨特的飲食文化與方言而一度感覺失望，在只草的策略下和八十龜相見然後進入攝影社，接觸名古屋方言和其周遭文化。
先前在東京時由於就讀升學學校，所以擅長五個科目，但不擅長家政科。討厭吃紅豆。
八十龜最中（聲：戶松遙）
本作女主角。生於8月8日，AB型。愛知縣名古屋出身，就讀田金高中的高一生。
擅長科目為體育，不擅長數學。攝影社所屬。不喜歡陌生人，興趣是散步、是雙薪家庭的獨生女。
只草舞衣（聲：若井友希）
生於11月3日，A型。岐阜縣出身，有著長黑髮且帶著普普風帽子的女性高一生。
擅長科目為現代日語，不擅長體育。與陣、八十龜所屬攝影社。由於對八十龜有好感，所以他攝影的對象都是八十龜。
笹津洋菜（聲：小松未可子）
生於4月18日，B型。三重縣出身，有著如同炸蝦形狀的雙馬尾、操著三重腔的女高中生。
擅長科目為歷史，不喜歡朝會。
陣繁華（聲：東城日沙子）
生於7月1日，A型。東京都出身，界斗的妹妹。
擅長科目為化學，不擅長體育。與八十龜、只草同班。剛開始對眼神兇惡和沉默不講話的八十龜有些誤解，所以不知道他在社團內認識哥哥。
初內拉拉（聲：南條愛乃）
生於8月21日，B型。靜岡縣出身，於第二季起登場的攝影社顧問老師。

### 校外人士
一天前紫春（聲：黑木穗乃香）
生於10月10日，B型。大阪府出身。經常背著上面是茶色、下面是奶油色的章魚燒風格黑眼螃蟹背包，身為八十龜繼妹的14歲國中生。
擅長科目為製圖，不擅長書法。
輿安七帆（聲：伊藤彩沙）
生於4月16日，A型。京都府出身，有一位弟弟，身為一天前紫春好友的國中生之一。
擅長科目為社會，不擅長音樂。頭髮紮著生八橋風格的髮飾、說話時操著京都方言，曾在田金高中校慶舉辦的拉麵大胃王比賽中完勝過。
土邊 世瑠蘭（聲：長繩麻理亞）
生於9月1日，B型。愛知縣一宮市出身。進入八十龜就讀的高中體驗就學的國中生。
擅長科目為英語，不擅長歷史。
辻優秀（聲：間島淳司）
第三季登場，效命於土邊家的管家。
世瑠蘭的媽媽（聲：小山茉美）
第三季登場，全名未知，有著類似一宮市徽章的髮型。由於在不明理由下認為東京是危險的地方，所以非常反對身為獨生女的世瑠蘭到東京的高中就讀的事情。

### 學生會
東風樫湘（聲：上坂堇）
高中二年級生，AB型。神奈川縣出身。最中所就讀學校的學生會長。
擅長科目為家事科，不擅長健康教育，有兩名妹妹。
青那寺惠（聲：德井青空）
高中二年級生，O型。千葉縣出身。最中所就讀學校的學生副會長。
擅長科目為生物，不擅長資訊處理，有一名哥哥。
朝霞黃奈（聲：倉知玲鳳）
高中二年級生，A型。埼玉縣出身。最中所就讀學校的學生會會計。
擅長科目為數學、音樂，不擅長現代日語，有一名姊姊和一名弟弟。

### 其他
下面四位皆為動畫第二季最終回所登場，在發下「日本的第三大城市為名古屋」該豪語的最中的睡夢裡出現，各自主張自己居住的城市也是第三大城市的人物。於動畫第三季最終回出現在現實世界，與動畫原創角色福岡的女性共組「TGC5」（Third Greatest Cities 5）團體，在サンビーチ日光川與觀光客舉辦饒舌大賽，向報名參加的最中展開饒舌戰鬥最終輸掉。另漫畫最終回難橋豐音首次逆輸入登場，但只有一格篇幅。
札幌的女性／岳室愛（聲：五十嵐裕美）
身穿如同白色戀人巧克力包裝的圍巾、瞳孔形狀如同五稜星的女性，說話時操著北海道方言。
神戶的女性／荒込透流（聲：愛美）
頭上綁著如同明石燒的球狀髮帶且留著神戶電視塔和海洋博物館的髮型的女性，說話時操著神戶方言。
仙台的女性／火羽夜美（聲：佐藤聰美）
頭上綁著如同伊達政宗護腰的髮型，戴上三日月髮夾以及眼罩的女性，說話時操著仙台方言。
廣島的女性／淵千代留（聲：成海瑠奈）
頭上綁著如同廣島東洋鯉魚聲援物品楓葉饅頭髮型的女性，說話時操著廣島方言。
福岡的女性／難橋豐音（聲：田村由香里）
動畫原創人物，在第二季與第三季完結篇登場。外表為頭上綁著如同博多拉麵的髮型、經常戴著如同丼碗形狀的耳機、穿著具有博多風格的女性，說話時操著博多方言。

## 出版書籍
| 卷數 | 一迅社         | 一迅社                 |
| 卷數 | 發售日期       | ISBN                   |
| ---- | -------------- | ---------------------- |
| 1    | 2016年12月5日  | ISBN 978-4-7580-6632-7 |
| 2    | 2017年5月27日  | ISBN 978-4-7580-6662-4 |
| 3    | 2017年11月27日 | ISBN 978-4-7580-6696-9 |
| 4    | 2018年5月26日  | ISBN 978-4-7580-6732-4 |
| 5    | 2018年11月27日 | ISBN 978-4-7580-6772-0 |
| 6    | 2019年5月27日  | ISBN 978-4-7580-6805-5 |
| 7    | 2019年11月27日 | ISBN 978-4-7580-6826-0 |
| 8    | 2020年3月27日  | ISBN 978-4-7580-6853-6 |
| 9    | 2020年10月27日 | ISBN 978-4-7580-6888-8 |
| 10   | 2021年5月27日  | ISBN 978-4-7580-6909-0 |
| 11   | 2021年11月26日 | ISBN 978-4-7580-6948-9 |
| 12   | 2022年4月27日  | ISBN 978-4-7580-6975-5 |
| 13   | 2022年12月27日 | ISBN 978-4-7580-8391-1 |

## 外部連結
- 漫畫官方網站（日語）
- 八十龜觀察日記的X（前Twitter）（日語）
- 電視動畫官方網站（日語）
- 愛知電視台特設頁面（日語）